# Rio Senegal
O rio Senegal é um dos maiores rios da África Ocidental, possuindo 1790 km de comprimento.
Nasce com o nome de Bafing na Guiné, a 750 metros de altitude, na planície de Fouta Djalon (África ocidental) e corre para noroeste penetrando no Mali. Depois de unir-se com o rio Baoulé recebe o nome de Senegal e forma a fronteira Mauritânia-Senegal em direção nordeste. Desemboca no Atlântico, junto a Saint Louis, formando um delta irregular com numerosos pântanos e ilhas. Só é navegável em seu curso baixo já que apresenta fortes corredeiras em seu curso alto.

## No Senegal
No território senegalês, o rio Senegal recebe seu primeiro afluente na cidade de Bakel, o rio Falémé, e percorre um vale de 20 km de largura. Segue depois para Dagana, onde entra em seu delta. É desviado para a região a sul devido às areias trazidas pelas correntes marítimas e então desagua no Oceano Atlântico.

## Curiosidades
- O Rio Senegal também é conhecido como Rio de Ouro;
- O Rio Senegal era o coração do Império Gana e, mais tarde, do Império Mali;[1]
- Na embocadura do Senegal navegadores franceses estabeleceram uma base em 1558, e a cidade de Saint-Louis, construída numa ilha do rio, serviu durante séculos de ponto de partida para numerosas expedições ao continente.
- As localidades costeiras próximas da foz do rio costumavam receber invasões da tribo Aadjunah.

## Galeria

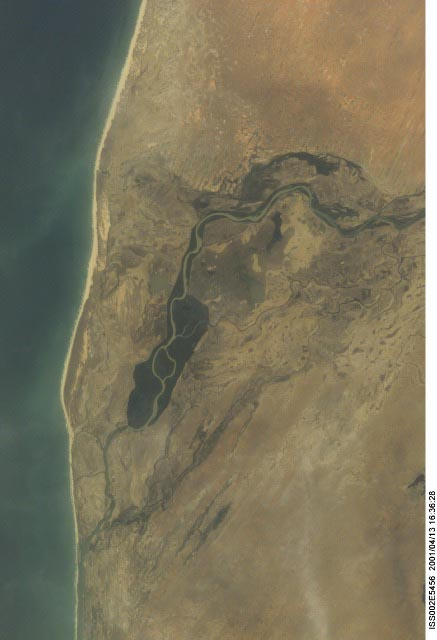
Imagem de satélite
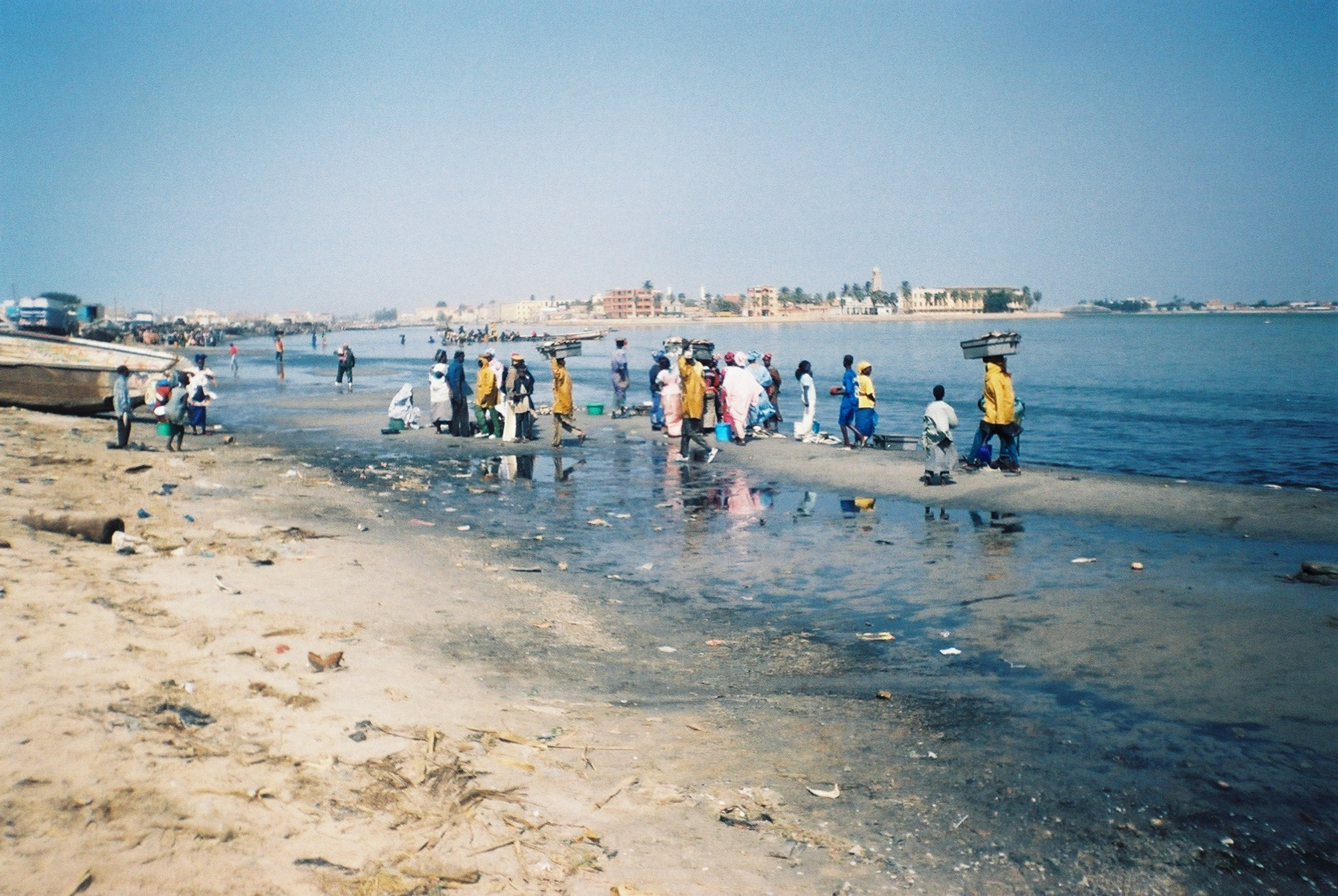
Pescadores perto de Saint-Louis, no Senegal
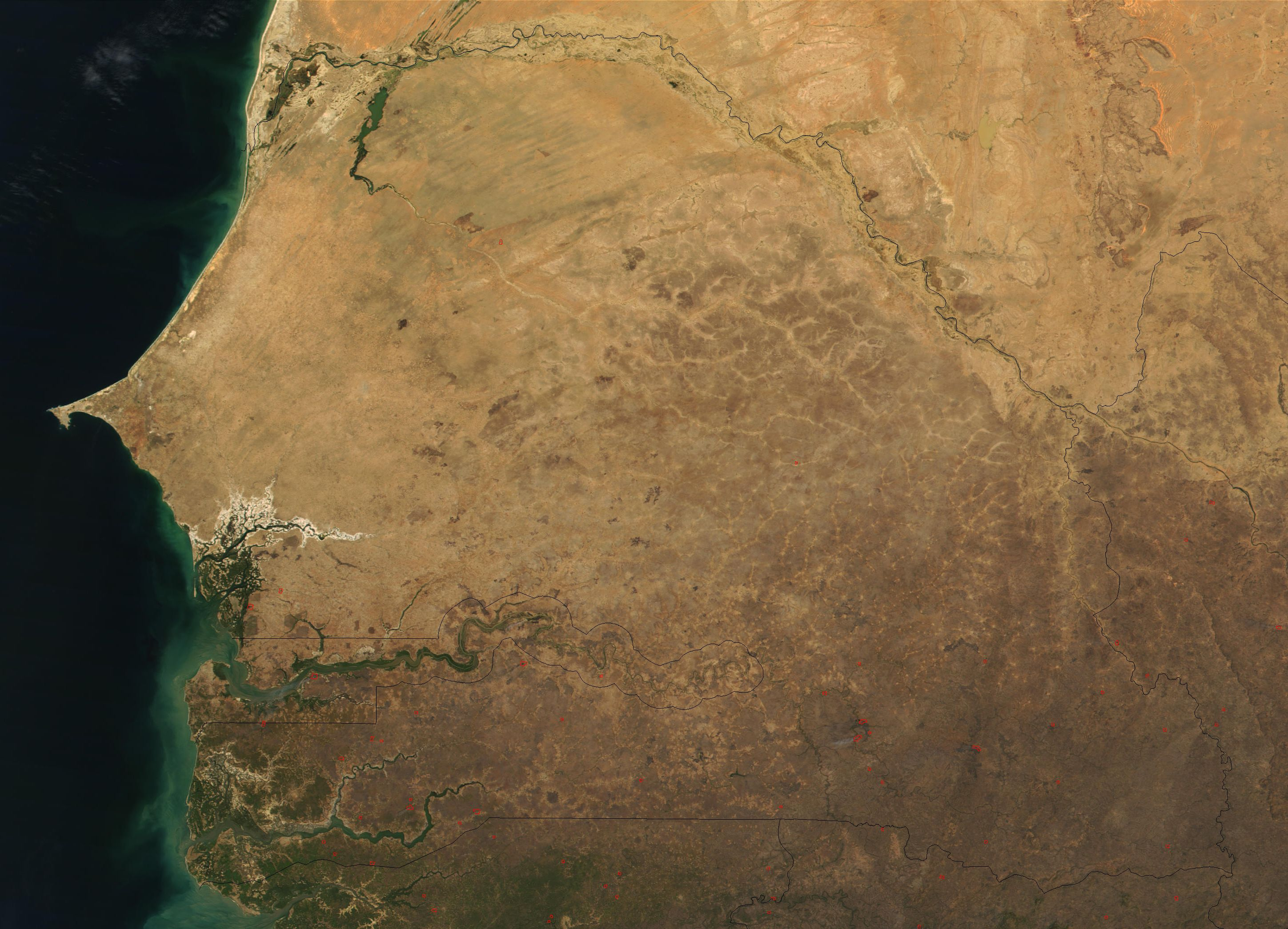
Imagem de satélite